# Wessex Sound Studios
A Wessex Sound Studios a londoni Highbury New Parkban található zenei stúdió. Az épület eredetileg 1881-ben templomnak épült, ahogy akkoriban a legtöbb épület, gótikus stílusban. Az 1960-as években alakították át stúdióvá. A nevét onnan kapta, hogy a tulajdonosainak előző stúdiója a történelmi Wessex királyság területén állt. 1965-ben George Martin, a Beatles producere vásárolta meg, majd 1975-ben a Chrysalis Kiadó tulajdonába került. 2003-ban egy építőipari vállalat kezébe került, azóta apartmanként és raktárhelyiségként használják.
Híres zenekarok, amelyek itt dolgoztak: Sex Pistols, Queen, King Crimson, Rolling Stones, Talk Talk.

## Külső hivatkozások
- A stúdió fényképe. Flickr
- Wessex Sound Studios. Queenconcerts.com